# Beaufort-en-Vallée
Beaufort-en-Vallée is een plaats en voormalige gemeente in het Franse departement Maine-et-Loire in de regio Pays de la Loire en telt 5623 inwoners (2004). De plaats maakt deel uit van het arrondissement Angers.

## Geschiedenis
Het kasteel van Beaufort is een kasteelruïne. Het kasteel werd gebouwd in de 11e eeuw op een kalkstenen rots. Het kasteel werd opnieuw gebouwd in de 13e en 14e eeuw. Jeanne de Laval, de weduwe van René van Anjou, had het kasteel in vruchtgebruik. Ze leefde er de laatste jaren van haar leven en overleed er in 1498. Het kasteel werd verwoest tijdens de Hugenotenoorlogen en stenen van het kasteel werden gebruikt om de stadsomwalling te versterken en om het recolettenklooster te bouwen. Na de Franse Revolutie werd de kasteelruïne verkocht en in 1832 werd ze aangekocht door de gemeente.
Op 1 januari 2016 werden de gemeenten Beaufort-en-Vallée en Gée de gemeente samengevoegd tot in de op die dag gevormde commune nouvelle Beaufort-en-Anjou.

## Geografie
De oppervlakte van Beaufort-en-Vallée bedraagt 35,8 km², de bevolkingsdichtheid is 157,1 inwoners per km².
De onderstaande kaart toont de ligging van Beaufort-en-Vallée met de belangrijkste infrastructuur en aangrenzende gemeenten.

## Demografie
Onderstaande figuur toont het verloop van het inwonertal.